# Династія Цін

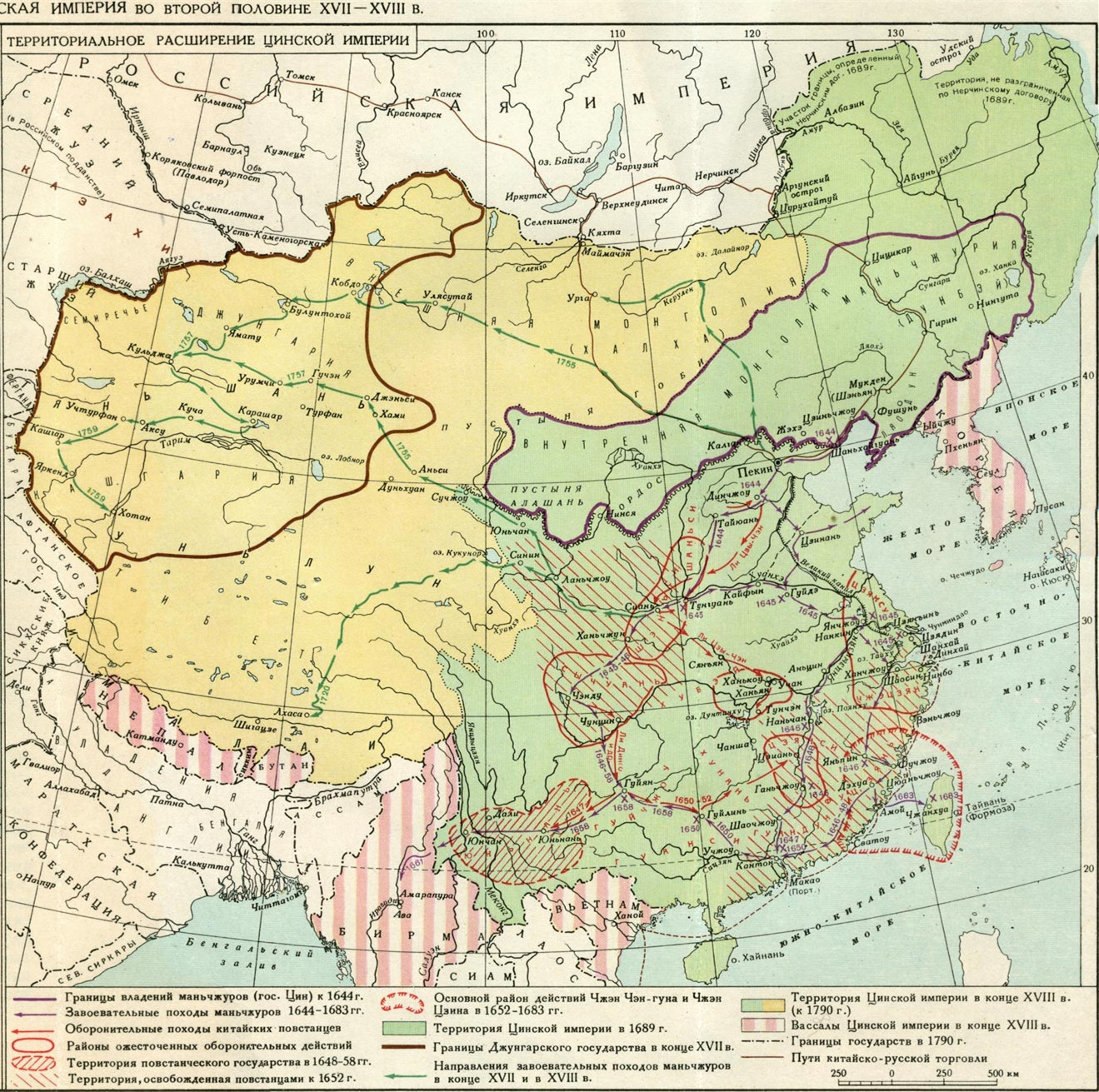
Імперія династії Цін (1820)

Дина́стія Цін (маньчжурська: Daicing gurun; кит.: 清朝; піньїнь: Qīng Cháo; літ.: 'Чиста') офіційно Вели́ка Цін (кит.: 大清; піньїнь: Dà Qīng) — маньчжурська імператорська династія, що керувала Китаєм у 1636—1912 після ліквідації династії Мін. Заснована родом Айсін Ґьоро. Виникла на базі маньчжурської держави Пізня Цзінь, назва якої була змінена на Цін в 1636 році. Маньчжурські війська захопили майже всю територію Китаю 1646 року, однак пацифікація провінцій та придушення виступів етнічних китайців (хань) тривали до 1683 року.
За час правління династії Цін, завойовники-маньчжури сильно китаїзувалися, хоча і залишили деякі елементи своєї кочівницької культури. На знак покори імператорський двір змусив чоловіче населення країни голити голови і заплітати волосся у довгі коси на маньчжурський лад.
Занепад Цін почався у 19 столітті. Він супроводжувався зовнішньою інтервенцією держав Заходу, повстаннями хань у центрі та на півдні країни, а також поразками у війнах. Не маючи сил, щоб протистояти тиску ззовні та зсередини, династія була повалена у результаті Сіньхайської революції 12 лютого 1912 року. Останній монарх династії, імператор Пуї, пізніше згодився очолити незалежну Маньчжурську державу (1932—1945), утворену японськими мілітаристами.

## Історія

### Виникнення
1616 року хан осілих чжурчженів Нурхаці з роду Айсін Ґьоро об'єднав розрізнені чжурчженські племена і заснував династію Пізня Цзінь в Маньчжурії. Після його смерті престол успадковував син Хуан Тайцзі. В 1629 році була запроваджена китайська екзаменаційна система для майбутніх чиновників і воєначальників, організований Секретаріат, провідне державне діловодство, а в 1631 році — система «шести відомств», аналогічна існуючій на той час у Китаї. На низку посад були призначені китайські чиновники-перебіжчики.
1627 року Хуан Тайцзі підкорив корейську династію Чосон. Корейський ван був змушений укласти мир, сплатити данину і налагодити торгівлю з переможцями.
У зв'язку зі зміцненням китайської оборони, для завоювання північного Китаю потрібно було обійти регіон Ляосі (частина Ляоніна на захід від річки Ляо), а це було можливо тільки через Південну Монголію. Абахай залучив на свою сторону багатьох монгольських правителів і підтримав їх у боротьбі проти Лігдан-хана — правителя Чахар, який намагався відновити імперію Чингіз-хана. В обмін на це Хуан Тайцзі зобов'язав монгольських правителів брати участь у війні проти Китаю. Уже в 1629 році кіннота Абахо обійшла фортеці Ляосі із заходу, прорвалася через Велику стіну і виявився біля стін Пекіна, де почалася паніка. З багатою здобиччю війська Абахо пішли геть. Крім того, після розгрому Чахар, Абахай заявив, що він заволодів імператорською печаткою монгольської династії Юань, яка іменувалася «Друк Чингіз-хана».
У 1636 році Абахай дав династії нове ім'я — «Цін», а підданих наказав іменувати не «чжурчженями», а «маньчжурами». Нова держава маньчжурів відтепер стала називатися Цін (Велика Держава — Да Цін-го) — по найменуванню династії. До титулу «імператор» Абахай приєднав його монгольський аналог «богдихан», бо до складу Маньчжурської імперії увійшла частина Південної Монголії. Рокам свого правління він дав девіз «Чунде» 崇德. У 1637 році маньчжурська армія розгромила Корею, яка була змушена стати «данником» імперії Цін і розірвати відносини з Китаєм.
Відтоді маньчжурська кіннота стала здійснювати регулярні набіги на Китай, грабуючи і забираючи в полон, перетворюючи на рабів сотні тисяч китайців. Все це змусило мінських імператорів не просто стягнути війська до Шаньхайґуаню, а й сконцентрувати тут чи не найкращу, найбільшу і найбоєздатнішу з усіх своїх армій на чолі з У Саньгуєм.

### Занепад імперії Мін
Занепад Мін став очевидним у зв'язку з посухами, неврожаями, економічною кризою, корупцією, свавіллям чиновників і війною з маньчжурами (1618—1644). Ці катастрофічні події змусили селян взятись за зброю. У 1628 році в провінції Шеньсі розрізнені ватаги стали створювати повстанські загони та обирати вождів. З цього моменту в північно-східному Китаї почалася селянська війна, яка тривала 19 років (1628—1647).
У 1640-х роках селян більше не лякала ослабіла армія, яка терпіла поразку за поразкою. Регулярні війська потрапили в кліщі між маньчжурськими військами на півночі та повсталими провінціями, в них посилилося дезертирство. Армія, позбавлена грошей і продовольства, зазнала поразки від Лі Цзичена. Столиця була залишена практично без боротьби (облога тривала всього два дні). Зрадники відкрили ворота перед військами Лі, і ті безперешкодно змогли увійти всередину. У квітні 1644 Пекін підкорився повсталим; останній мінський імператор Чунчжень покінчив життя самогубством, повісившись на дереві в імператорському саду.
Цим скористалися маньчжури. Маньчжурська армія під керівництвом князя Доргоня, з'єднавшись з військами У Саньгуя, розбила повсталих у Шаньхайгуань і слідом за тим підійшла до столиці. 4 червня 1644 Лі Цзичен, залишивши столицю, бувши спантеличеним, відступив. Через 2 дні маньчжури разом з генералом У зайняли місто і проголосили імператором юного Айсіньгеро Фулінь. Військо повстанців зазнало ще однієї поразки від маньчжурської армії у Сіані і змушене було відступити за течією річки Хань аж до Ухані, потім вздовж північного кордону провінції Цзянси. Тут Лі Цзичен помер.

## Державний устрій
- Імператор — верховний суверен, джерело влади.
- Відомство військових таємниць — найвищий політичний орган влади з 1737 року.

- Реставрація Тунчжи

### Імператори
Докладніше: 
Список правителів Династії Цін
| Пізня Цзінь（Чжурчженська держава — Велика Маньчжурська держава) | Пізня Цзінь（Чжурчженська держава — Велика Маньчжурська держава) | Пізня Цзінь（Чжурчженська держава — Велика Маньчжурська держава) | Пізня Цзінь（Чжурчженська держава — Велика Маньчжурська держава) | Пізня Цзінь（Чжурчженська держава — Велика Маньчжурська держава) | Пізня Цзінь（Чжурчженська держава — Велика Маньчжурська держава) | Пізня Цзінь（Чжурчженська держава — Велика Маньчжурська держава) | Пізня Цзінь（Чжурчженська держава — Велика Маньчжурська держава) |
| №                                                                | Власне Ім'я                                                      | Храмове ім'я                                                     | Посмертне ім'я                                                   | Роки життя                                                       | Девіз                                                            | Правління                                                        | Ім'я за девізом                                                  |
| ---------------------------------------------------------------- | ---------------------------------------------------------------- | ---------------------------------------------------------------- | ---------------------------------------------------------------- | ---------------------------------------------------------------- | ---------------------------------------------------------------- | ---------------------------------------------------------------- | ---------------------------------------------------------------- |
| 1                                                                | Нурхаці 努爾哈赤                                                 | Тайцзу 太祖                                                      | Імператор Ґао 高皇帝                                             | 1559－1626                                                       | Тяньмін 天命                                                     | 1616－1626                                                       | Хан Тяньмін 天命汗                                               |
| 2                                                                | Хуан Тайцзі 皇太极                                               | Тайцзун 太宗                                                     | Імператор Вень 文皇帝                                            | 1592－1643                                                       | Тяньцун 天聰                                                     | 1626－1636                                                       | Хан Тяньцун 天聰汗                                               |
| Династія Цін                                                     |                                                                  |                                                                  |                                                                  |                                                                  |                                                                  |                                                                  |                                                                  |
| 2                                                                | Хуан Тайцзі 皇太极                                               | Тайцзун 太宗                                                     | Імператор Вень 文皇帝                                            | 1592－1643                                                       | Чунде 崇德                                                       | 1636－1643                                                       | Імператор Чунде 崇德帝                                           |
| 3                                                                | Фулінь 福臨                                                      | Шицзу 世祖                                                       | Імператор Чжан 章皇帝                                            | 1638－1661                                                       | Шуньчжи 順治                                                     | 1643－1661                                                       | Імператор Шуньчжи 順治帝                                         |
| 4                                                                | Сюаньє 玄燁                                                      | Шенцзу 聖祖                                                      | Імператор Жень 仁皇帝                                            | 1654－1722                                                       | Кансі 康熙                                                       | 1661－1722                                                       | Імператор Кансі 康熙帝                                           |
| 5                                                                | Іньчжень 胤禛                                                    | Шицзун 世宗                                                      | Імператор Сянь 憲皇帝                                            | 1678－1735                                                       | Юнчжен 雍正                                                      | 1722－1735                                                       | Імператор Юнчжен 雍正帝                                          |
| 6                                                                | Хунлі 弘曆                                                       | Ґаоцзун 高宗                                                     | Імператор Чунь 純皇帝                                            | 1711－1799                                                       | Цяньлун 乾隆                                                     | 1735－1796                                                       | Імператор Цяньлун 乾隆帝                                         |
| 7                                                                | Юн'янь 顒琰                                                      | Женьцзун 仁宗                                                    | Імператор Жуй 睿皇帝                                             | 1760－1820                                                       | Цзяцін 嘉慶                                                      | 1796－1820                                                       | Імператор Цзяцін 嘉慶帝                                          |
| 8                                                                | Міньнін 旻寧                                                     | Сюаньцзун 宣宗                                                   | Імператор Чен 成皇帝                                             | 1782－1850                                                       | Даоґуан 道光                                                     | 1820－1850                                                       | Імператор Даоґуан 道光帝                                         |
| 9                                                                | Ічжу 奕詝                                                        | Веньцзун 文宗                                                    | Імператор Сянь 顯皇帝                                            | 1831－1861                                                       | Сяньфен 咸豐                                                     | 1850－1861                                                       | Імператор Сяньфен 咸豐帝                                         |
| 10                                                               | Цзайчунь 載淳                                                    | Муцзун 穆宗                                                      | Імператор Ї 毅皇帝                                               | 1856－1875                                                       | Тунчжи 同治                                                      | 1861－1875                                                       | Імператор Тунчжи 同治帝                                          |
| 11                                                               | Цзайтянь 載湉                                                    | Децзун 德宗                                                      | Імператор Цзін 景皇帝                                            | 1871－1908                                                       | Ґуансюй 光緒                                                     | 1875－1908                                                       | Імператор Ґуансюй 光緒帝                                         |
| 12                                                               | Пуї 溥儀                                                         | Ґунцзун 恭宗                                                     | Імператор Сюнь 逊皇帝                                            | 1908－1967                                                       | Сюаньтун 宣統                                                    | 1908－1912                                                       | Імператор Сюаньтун 宣統帝                                        |

### Уряд династії Цін

#### Прем'єр-міністри
| Прем'єр-міністри | Прем'єр-міністри | Прем'єр-міністри            | Прем'єр-міністри | Прем'єр-міністри | Прем'єр-міністри |
| №                | Portrait         | Ім'я                        | На посаді        | На посаді        | Імператор        |
| ---------------- | ---------------- | --------------------------- | ---------------- | ---------------- | ---------------- |
| 1                |                  | Ікуан慶親王(1838—1917)      | 8 травня 1911    | 1 листопада 1911 | Пуї 溥儀         |
| 2                |                  | Юань Шикай袁世凱(1859—1916) | 2 листопада 1911 | 10 березня 1912  | Пуї 溥儀         |
|                  |                  | Чжан Сюнь張勳(1854—1923)    | 1 серпня 1917    | 12 серпня 1917   | Пуї 溥儀         |

## Війни
- 1639—1689: Московсько-Цінські війни → перемога Цін (Нерчинський договір).
- 1673—1681: Повстання трьох уділів → перемога Цін.
- 1690—1759: Джунгарсько-Цінські війни → перемога Цін (знищення Джунгарії).
- 1796—1804: Повстання секти Білого лотоса → перемога Цін (початок занепаду династії).
- 1839—1842: Перша опіумна війна → поразка Цін.
- 1850—1864: Тайпінське повстання → перемога Цін
- 1856—1860: Друга опіумна війна → поразка Цін (Пекінський договір 1860)
- 1874: Тайванський інцидент → поразка Цін.
- 1894—1895: Японсько-Цінська війна → поразка Цін (Сімоносекський договір).

## Міжнародні відносини
Велика Британія
- Пекінський договір 1860

 Франція
- Пекінський договір 1860

 Росія
- Нерчинський договір (1689)
- Айгунський договір (1858) — втрата частини Північної Маньчжурії.
- Російсько-китайська конвенція 1898

 Японія
- Японсько-цінська угода про дружбу 1871
- Тайванський похід 1874
- Сімоносекський договір 1895

## Культура
- Літературна інквізиція
- Шень Децзянь (1673—1769), поет, редактор декількох антологій
- 1782: «Повне зібрання книг за чотирма розділами» — найбільша в історії хрестоматія китайської літератури.
- Розвиток нових напрямків у каліграфії: спочатку — бей-сюе-пай («напрямок вивчення стел», представниками якого були Ден Шижу (1843—1805), І Біншоу (1754—1816), а згодом — цзіньшишу-пай («каліграфія на бронзі та камені»), засновником якої був Лі ЖуйЦін.
- Жень Бонянь (1840—1896) — ключова фігура Шанхайської школи живопису за часів династії.
- Дін Гуаньпен — значний придворний художник-портретист.
- Хун Лянцзі (1746—1809) — автор оригінальної демографічної теорії.
- Чжен Баньцяо (1693—1766) — один з провідних художників початку династії.
- Мін Чжень (1730—1788) — один зі значних художників ранньої Цін з гуртках «художників-інтелектуалів».
- Ґао Фенхань (1683—1749) — різьбяр, художник, поет. Значна частина його картин намальована лівою рукою. Іншим відомим майстром, який працював в напрямках пейзажу й водночас займався різьбленням був У Чаншо (1844—1927).
- Вей Юань (1794—1856) — письменник, мислитель, першим висунув відому тезу — «вчитися у варварів їх передовій техніці, з тим щоб тримати їх під контролем».
- Чжоу Сян (1871—1933), відкрив першу приватну школу мистецтв

## Пам'ять та спадщина
- У 1928 році за наказом Бейянського уряду було утворено «Начерк [офіційної] історії Цін» 清史稿: відповідно традиції, досвід династії мав узагальнюватися у подібному творі — для нащадків. Робота над повною історією була перервана громадянською війною та відповідною нестачею фінансування. Комісію з понад 100 інтелектуалів, які працювали над цим твором, очолював Чжао Ерсюнь 趙爾巽 (1844—1927).

## Нотатки
1. ↑  Коротко був конституційною монархією після початку Сіньхайської революції в 1911.